# 368 Haidea
368 Haidea eller A893 KC är en asteroid i huvudbältet, som upptäcktes 19 maj 1893 av den franske astronomen Auguste Charlois. Ursprunget till namnet är okänt.
Asteroiden har en diameter på ungefär 69 kilometer.